# Spinileberis quadriaculeata
Spinileberis quadriaculeata is een mosselkreeftjessoort uit de familie van de Cytheridae. De wetenschappelijke naam van de soort is, als Cythere quadriaculeata, voor het eerst geldig gepubliceerd in 1880 door Brady.

## Verspreiding
Spinileberis quadriaculeata is een solitair-levende mosselkreeftje uit de bentische zone. Het werd voor het eerst beschreven vanuit de noordwestelijke Stille Oceaan, waar zijn oorspronkelijke verspreidingsgebied zich uitstrekt over Japan en China. Een geïntroduceerde populatie is bekend uit Tomales Bay, Californië, waar het waarschijnlijk werd geïntroduceerd met Japanse oesters (Crassostrea gigas). Het leeft in modderige, slibachtige of zanderige kustsedimenten van het intergetijden- tot de subtidale gebied.